# Vanda Ibler
Vanda Ibler, hrvaška gledališka kritičarka, prevajalka  in zdravstvena prosvetliteljica, * 26. februar 1887, Zagreb, † 22. januar 1945, Zagreb.
Vanda Ibler, poročena Novosel, hčerka publicista in literarnega kritika Janka Iblerja je privatno obiskovala gimnazijo. Maturirala je leta 1924. Po končani gimnaziji se je na Filozofski fakulteti v Zagrebu vpisala na študij filozofije in psihologije.
Že leta 1901 je pričela delati v redákciji Narodnih novina, kjer je očetu pomagala pri korekturi člankov. Kasneje je do leta 1908 objavljala gledališke kritike, katerim so zaradi njene mladosti nekateri drugi kritiki oporekali. V kritikah se je predvsem posvetila vsebinski interpretaciji dela, ni pa se ukvarjala z umetniško postavitvijo dela. V pogledih na kulturo in književnost je pisala v Domaćem ognjištu (1906-1907). Ukvarjala se je tudi s prevajalstvom; iz angleščine je prevedla povest Industrijski velikan Uptona Sinclaira (Zagreb, 1912) in pustolovski roman Ona angleškega pisatelja Haggarda (Zagreb, 1916).
Leta 1921 je vodila Sekciju za zdravstveno prosvjećivanje pri Zdravstvenom odsjeku za Hrvatsku, Slavoniju i Međimurje. Leta 1924 je postala predstojnica pri Zdravstvenom odsjeku za Hrvatsku, Slavoniju i Međimurje, ki je leta 1926 postal del novoustanovljenega Higijenskoga zavoda sa Školom narodnoga zdravlja. Organizirala je higijenske tečaje in projékcije zdravstveno-poučnih filmov.